# Уоррен (округ, Нью-Йорк)
Округ Уоррен (англ. Warren County) — округ штата Нью-Йорк, США. Население округа на 2000 год составляло 63 303 человек. Административный центр округа — город Куинсбери.

## История
Округ Уоррен основан в 1813 году. Источник образования округа Уоррен: округ Вашингтон.

## География
Округ занимает площадь 2253,3 км2.

## Демография
Согласно переписи населения 2000 года, в округе Уоррен проживало 63 303 человек. По оценке Бюро переписи населения США, к 2009 году население увеличилось на 4,3%, до 66021 человек. Плотность населения составляла 29,3 человек на квадратный километр.